# Абарсуса
Абарсуса, Абарцуса (ісп. Abárzuza (офіційна назва), баск. Abartzuza) — муніципалітет в Іспанії, у складі автономної спільноти Наварра. Населення — 574 особи (2009).
Муніципалітет розташований на відстані близько 290 км на північний схід від Мадрида, 32 км на захід від Памплони.
На території муніципалітету розташовані такі населені пункти: (дані про населення за 2009 рік)
- Абарсуса: 560 осіб
- Андерас: 10 осіб
- Ірансу: 4 особи

## Демографія
Динаміка населення (INE ):

## Галерея зображень

Розташування муніципалітету